# Parafia św. Gerarda Majella w Lubaszowej
Parafia pw. Świętego Gerarda Majella w Lubaszowej – parafia rzymskokatolicka znajdująca się w diecezji tarnowskiej w dekanacie Tuchów. Erygowana w 1998. Mieści się pod numerem 33. Prowadzą ją ojcowie redemptoryści.